# Skriabin (grup)
Skriabin (en ucraïnès: Скрябін) és un grup de música ucraïnès de gènere pop rock alternatiu. El grup, liderat pel cantant Andrí "Kuzma" Kuzmenko (en ucraïnès: Андрі́й Кузьме́нко), es va crear el 1989 a Novoiàvorivsk
El 2005 una de les cançons del grup, Люди Як Кораблі, va romandre a record 39 setmanes seguides (fins a les acaballes del 2007). Al febrer del 2006 Старі Фотографії ("Velles fotografies") va debutar com a número 1 a la llista de chart i Padai (ucraïnès: Падай) i va entrar de manera similar entre els deu primers tres mesos més tard.
Skryabin va ser designat com a "Best Pop Band" el 2006 durant el "ShowBiz Awards” que tingué lloc Teatre Nacional de l'Òpera de Kíev.
El 2008, el govern ucraïnès va prohibir que una de les cançons del grup sonés a la ràdio i a la televisió, amb l'argument que la seva lletra incitava a la violència.

## Discografia
- Чуєш біль (1989)
- Мова риб (1992)
- Технофайт (1993)
- Птахи (1995)
- Мова риб (1997)
- Казки (1997)
- Танець пінгвіна (1998)
- Хробак (1999)
- Технофайт 1999 (1999)
- Еутерпа (1999)
- Птахи повернулись (1999)
- Модна країна (2000)
- Стриптиз (2001)
- Стриптиз+ (2002)
- Озимі люди (2002)
- Натура (2003)
- Альбом (2004)
- Танго (2005)
- Гламур (2006)
- Скрябiнос Muchachos (2007)
- Про любов? (2007)
- Моя еволюція (2009)
- Андріївський Unplugged (2010)